# 小倉三五郎
小倉 三五郎（おぐら さんごろう、1810年 - 1872年）は日本の村役人、実業家。幼名は源助、諱は由時、号は撫松。
醸造業を営む傍ら、郡山村（現在の仙台市太白区郡山）肝煎、名取郡北方大肝煎などを歴任し仙台藩の耕作地再開発事業「荒地起返」の責任者として農地開発や農林業をはじめとした産業の振興に努めた。また郡山堀を開削し、仙台藩領内に種痘を導入した。
没後の明治22年（1889年）には、有志者によって業績を刻んだ遺徳碑が茂ヶ崎村（現在の仙台市太白区茂ヶ崎）大年寺の門前に建てられた。
子孫には歌人の小倉茗園や、小倉博（国文学者）、進平（言語学者）、伸吉（海洋学者）、勉（地質学者）、強（建築学者。瑞鳳殿の再建などで知られる）、謙（植物学者。小石川植物園第6代園長）の兄弟がいる。